# Ewa Dałkowska
Ewa Dałkowska (Breslavia, 10 de abril de 1947-Varsovia, 8 de junio de 2025) fue una actriz polaca. Actuó en más de cincuenta películas desde la década de los setenta en adelante.

## Biografía
Dałkowska nació en Breslavia, Polonia. Se graduó de la Universidad de Breslavia en 1970 y la Academia Nacional de Arte Dramático Aleksander Zelwerowicz en 1972. Posteriormente comenzó a aparecer en teatro y cine; su primer papel notable en la pantalla fue en la película dramática de 1975 Noches y Días. Trabajó con directores como Andrzej Wajda, Krystyna Janda, Agnieszka Holland y Krzysztof Zanussi.
Durante la época de la ley marcial en Polonia (1981-1983), Dałkowska estuvo activa en la clandestinidad. Su participación en la transformación democrática de Polonia le valió la Orden de Polonia Restituta, Cruz de Oficial, en 2007.

## Filmografía seleccionada
| Año  | Título                   | Personaje           | Notas |
| ---- | ------------------------ | ------------------- | ----- |
| 1975 | Noches y días            | Olesia Chrobotówna  |       |
| 1978 | Sin anestesia            | Ewa Michalowska     |       |
| 1984 | El año del sol tranquilo | Sttela              |       |
| 1990 | Korczak                  | Stefania Wilczyńska |       |
| 2016 | Smolensk                 | Maria Kaczyńska     |       |